# Бычковка (Красноярский край)
Бычковка — деревня в Ирбейском районе Красноярского края. Входит в состав Петропавловского сельсовета.

## География
Деревня находится в юго-восточной части края, в лесостепной зоне, на правом берегу реки Агул, вблизи места впадения в неё реки Бычковки, на расстоянии приблизительно 17 километров (по прямой) к востоку от Ирбейского, административного центра района. Абсолютная высота — 271 метр над уровнем моря.
Климат
Климат характеризуется как резко континентальный, с продолжительной морозной зимой и коротким тёплым летом. Средняя температура воздуха самого тёплого месяца (июля) составляет 18,3 °C (абсолютный максимум — 38 °C); самого холодного (января) — −21,1 °C (абсолютный минимум — −60 °C). Продолжительность безморозного периода составляет в среднем 90 дней. Среднегодовое количество атмосферных осадков составляет 484 мм, из которых 367 мм выпадает в период с апреля по октябрь. Снежный покров держится в течение 170 дней.

## Население
| 2010 |
| ---- |
| 289  |

Половой состав
По данным Всероссийской переписи населения 2010 года в гендерной структуре населения мужчины составляли 69,6 %, женщины — соответственно 30,4 %.
Национальный состав
Согласно результатам переписи 2002 года, в национальной структуре населения русские составляли 94 % из 293 чел.